# Kronologija Slovenske vojske
Kronologija Slovenske vojske je zapis najpomembnejših dogodkov.
| 1993 1994 1995 1996 1997 1998 1999 2000 2001 2002 2003 2004 2005 2006 Glej tudi |

## 1993
- Teritorialna obramba Republike Slovenije se reorganizira v Slovensko vojsko

## 1995
- Slovenska vojska prvič sodeluje v mednarodni vojaški vaji Partnerstva za mir - Cooperative Nugget 1995

## 1997
- Slovenska vojska sodeluje v mednarodni vojaški vaji Partnerstva za mir - Cooperative Nugget 1997
- Slovenska vojska sodeluje v mednarodni vojaški vaji Partnerstva za mir - Esperia 1997

## 1998
- Slovenska vojska je gostiteljica mednarodne vojaške vaje Nata in Partnerstva za mir - Cooperative Adventure Exchange 1998
- Slovenska vojska sodeluje v mednarodni vojaški vaji Partnerstva za mir - Esperia 1998
- Slovenska vojska sodeluje v mednarodni vojaški vaji Strong Resolve 1998

## 2001
- Slovenska vojska sodeluje v mednarodni vojaški vaji Partnerstva za mir - Esperia 2001
- 12. junij - nesreča pri usposabljanju z minometi 120 mm terja eno smrtno žrtev (Asmir Šištek) in dva ranjenca.
- 30. november - v Slovenijo prispe prva pošiljka 12 lahkih oklepnih vozil humvee M1114.

## 2002
- Slovenska vojska sodeluje v mednarodni vojaški vaji Strong Resolve 2002
- Slovenska vojska sodeluje v mednarodni vojaški vaji Cooperative Key 2002
- Slovenska vojska sodeluje v mednarodni vojaški vaji Flying Arrow 2002
- Slovenska vojska sodeluje v mednarodni vojaški vaji Clever Ferret 2002

## 2003
- Slovenska vojska sodeluje v mednarodni vojaški vaji Clever Ferret 2003
- Slovenska vojska sodeluje v mednarodni vojaški vaji Cooperative Associate 2003

November 2003
- Slovenska vojska pošlje 11 pripadnikov na Kosovo v sklopu operacije Joint Guardian (do maja 2004)

## 2004
Februar 2004
- 25. februar - prvih 6 pripadnikov kontingenta Slovenske vojske odpotuje v Afganistan

Marec 2004
- 3. marec - strmoglavi Pilatus PC-9, pilot Drago Svetina umre
- 26. marec - na letališče Brnik priletita prva dva od štirih  helikopterjev Cougar AS-532 SL

Maj 2004
- V Slovenijo se vrne iz Kosova 11 pripadnikov Slovenske vojske, ki so delovali v sklopu operacije Joint Guardian (do novembra 2003)

November 2004
- 8. november - ukinitev poveljstva 15. BRVL

## 2005
- MORS objavi, da je v procesu nakupa transportnega letala v razredu C-130. Prav tako so napovedali restrukturiranje civilnega dela SV (neustrezna izobrazba,...). Iraku so prav tako podarili 17.000 jurišnih pušk, 320 ostrostrelnih pušk, 128 minometov in pripadajoče strelivo ter 10.000 čelad. Vse orožje je odvečno po zadnji reorganizaciji SV. Prevoz in vse stroške je prevzela Islandija.

Marec 2005
- 3. marec:  2. LVD 18. BRKBO (27 vojakov), dva vojaka za logistično podporo (NSE) in dva častnika so odšli v Španijo, kjer bodo na vadbišču Betera, kjer bodo pridobili certifikat usposobljenosti.

Julij 2005
- 5. julij: prvi humvee (4 vojaki ) v patrulji treh vozil je zapeljal na protitankovsko mino izven Kabula, Afganistan. Vojaki niso utrpeli nobenih poškodb, razen enega, ki je imel začasno oslabljen sluh. Vozilo je bilo ob ekploziji skoraj popolnoma uničeno in bo kanabaliziran za rezervne dele.

November 2005
- Dva pripadnika SV sodelujeta v Natovi Operaciji za pomoč Pakistanu (do januarja 2006)

## 2006
Januar 2006
- Konča se Natova Operacija za pomoč Pakistanu (od novembra 2005); v operaciji sta sodelovala dva pripadnika SV.

Maj 2006
- 4. maj - pričetek mednarodne vojaške vaje Elite 2006; sodeluje 44 pripadnikov SV.
- 18. maj:
- konec mednarodne vojaške vaje Elite 2006; sodelovalo je 44 pripadnikov SV.
- Vlada Republike Slovenije odloči, da bosta dva pripadnika SV odpotovala v Darfur v sklopu misije AMIS II.
- 430. mornariški divizion SV in 15. helikopterski bataljon SV izvedeta vojaško vajo Reševanje na morju 2006.
- 23. maj - iz Slovenije odpotuje prva alpinistična odprava SV z namenom osvojiti Mount McKinley (6.195 m, Aljaska).

Junij 2006
- 1. junij - generalpodpolkovnik Albin Gutman je imenovan za načelnika Generalštaba Slovenske vojske
- 5. junij - Ministrstvo za obrambo Republike Slovenije podpiše pogodbo s FN Hersalom o dobavitvi 6.500 kompletov jurišne puške FN F2000, ki bo tako postala standardna jurišna puška[1]
- 12. junij - Ministrstvo za obrambo Republike Slovenije objavi, da je na razpisu za 8x8 LKOV izbralo finski Patria AMV (dobavljenih bo 136 vozil)[1]
- 27. junij - Transportna četa 670. poveljniško-logističnega bataljona se je odpravila na šestmesečno misijo v sklopu operacije Joint Enterprise (Kosovo)[2].